# 單鍵飛梭

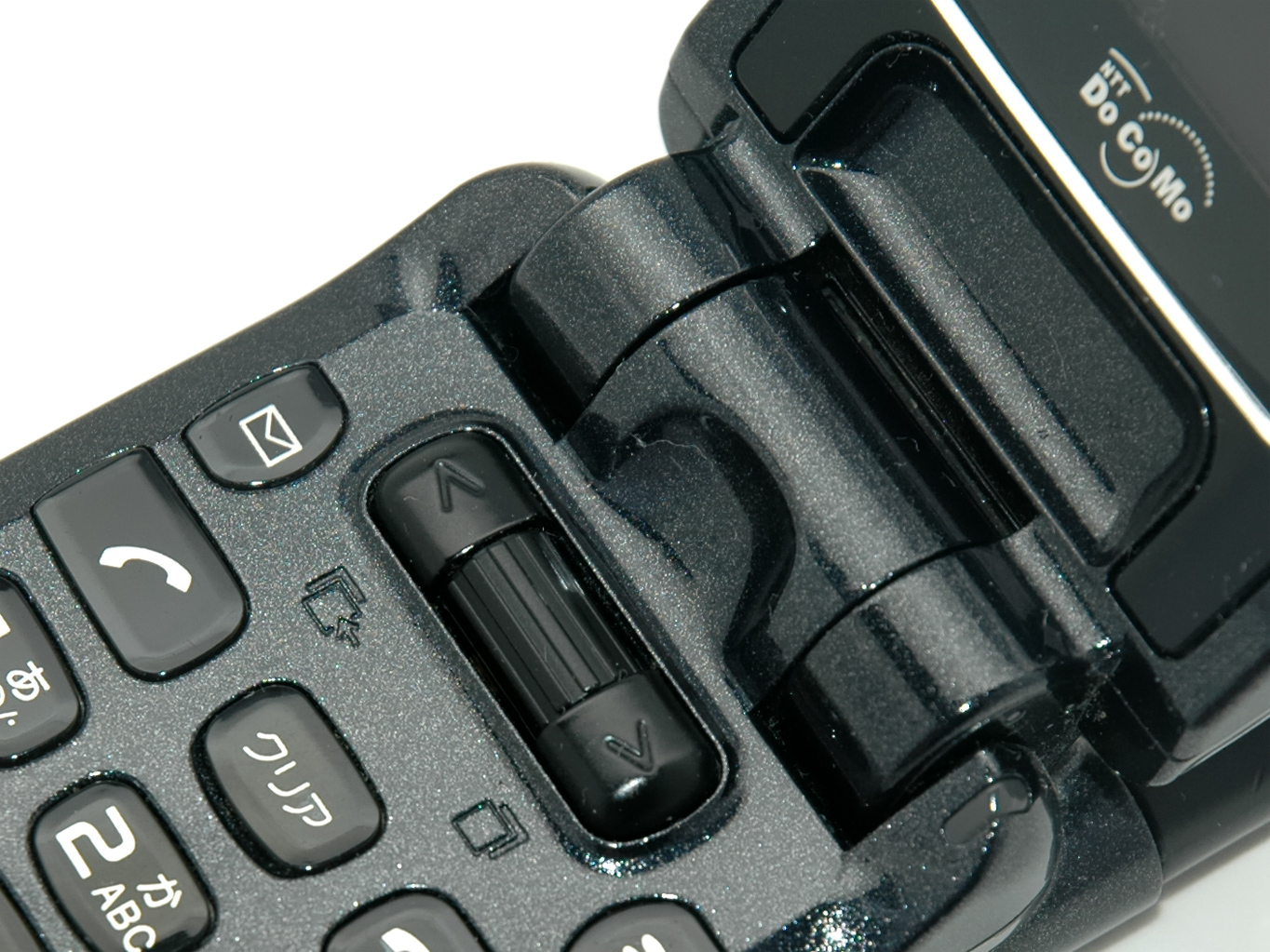
Sony Ericsson的單鍵飛梭（在圖中的中間）

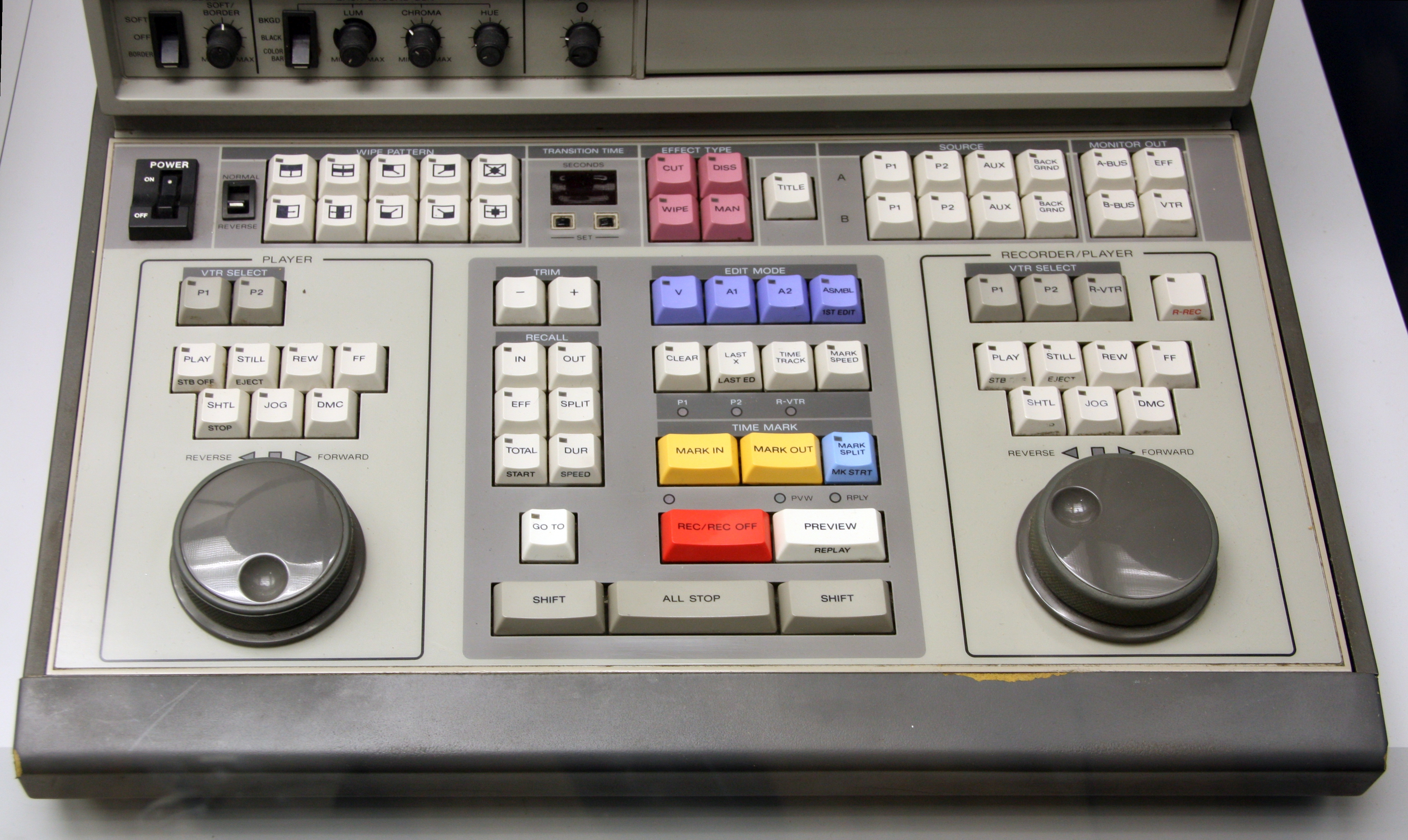
U-matic格式類比專業影像的視訊編輯器。在左下和右下分別有二個飛梭，各控制一個錄影機，從一個錄影機的資料複製到另外一個

單鍵飛梭也稱為飛梭按鈕（jog dial、jog wheel、shuttle dial或shuttle wheel）是一種旋鈕或转轮，除了可以讓使用者旋轉外，也有按鈕的功能，旋轉的功能可以讓使用者在使用音樂或是影像產品時，進行前進或是倒退的功能。單鍵飛梭常見於為唱片騎師設計的CD播放机，或者是專業的影音設備，像是磁带录像机。近來單鍵飛梭也常出現在可攜的个人数码助理上，也有用在鼠标的滾輪按鈕上。其英文名稱的jog是指很慢速的移動，而shuttle是指很快速的移動。
單鍵飛梭有二種。有一種是可以無限制的旋轉，本身是旋轉式的增量型編碼器。這種會依旋轉的速度決定其實際的動作,轉的越快，前進或後退的也越快。若不轉動時，可能會依之前速度前進或是後退，也有可能是暫停。另一種則是旋轉有一定的範圍限制，依旋轉程度可能會對應三種或是幾種不同的速度。飛梭放開時，會因為其中的彈簧使飛梭回到原點，此時可能會依原速度播放，或是暫停。

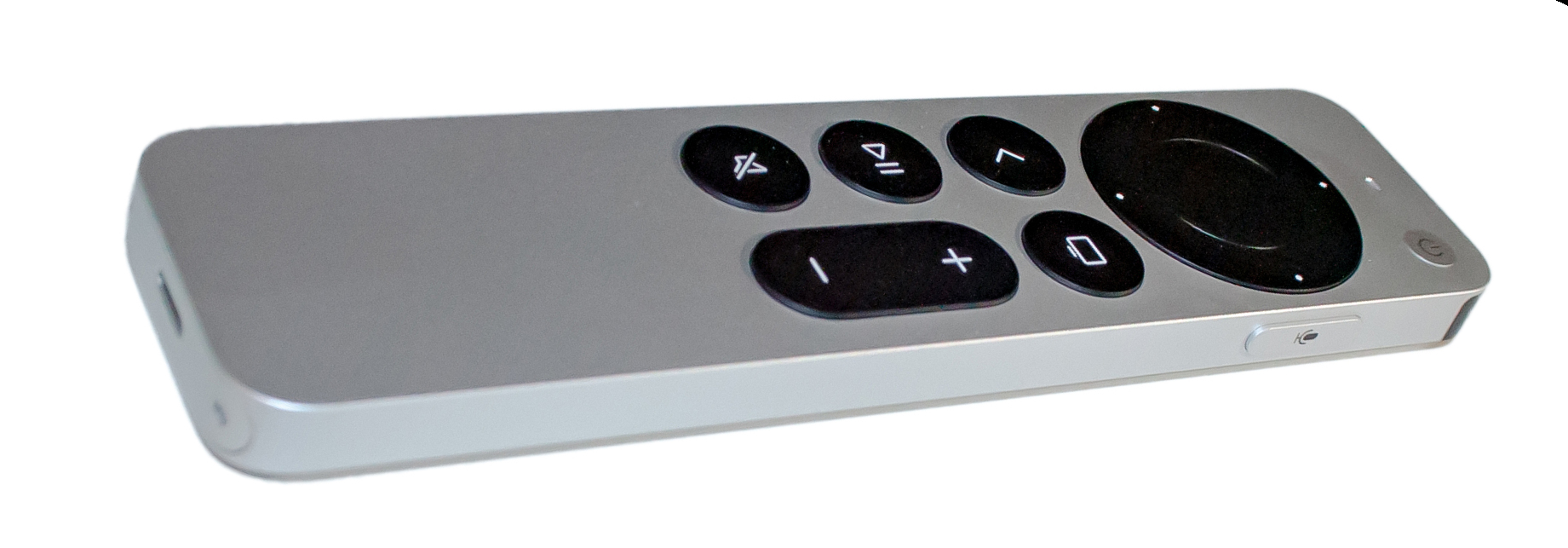
Apple TV的遙控器，其中也有單鍵飛梭，和當時與其競爭的Amazon Fire TV遙控器一樣